# Thomas (Apostel)

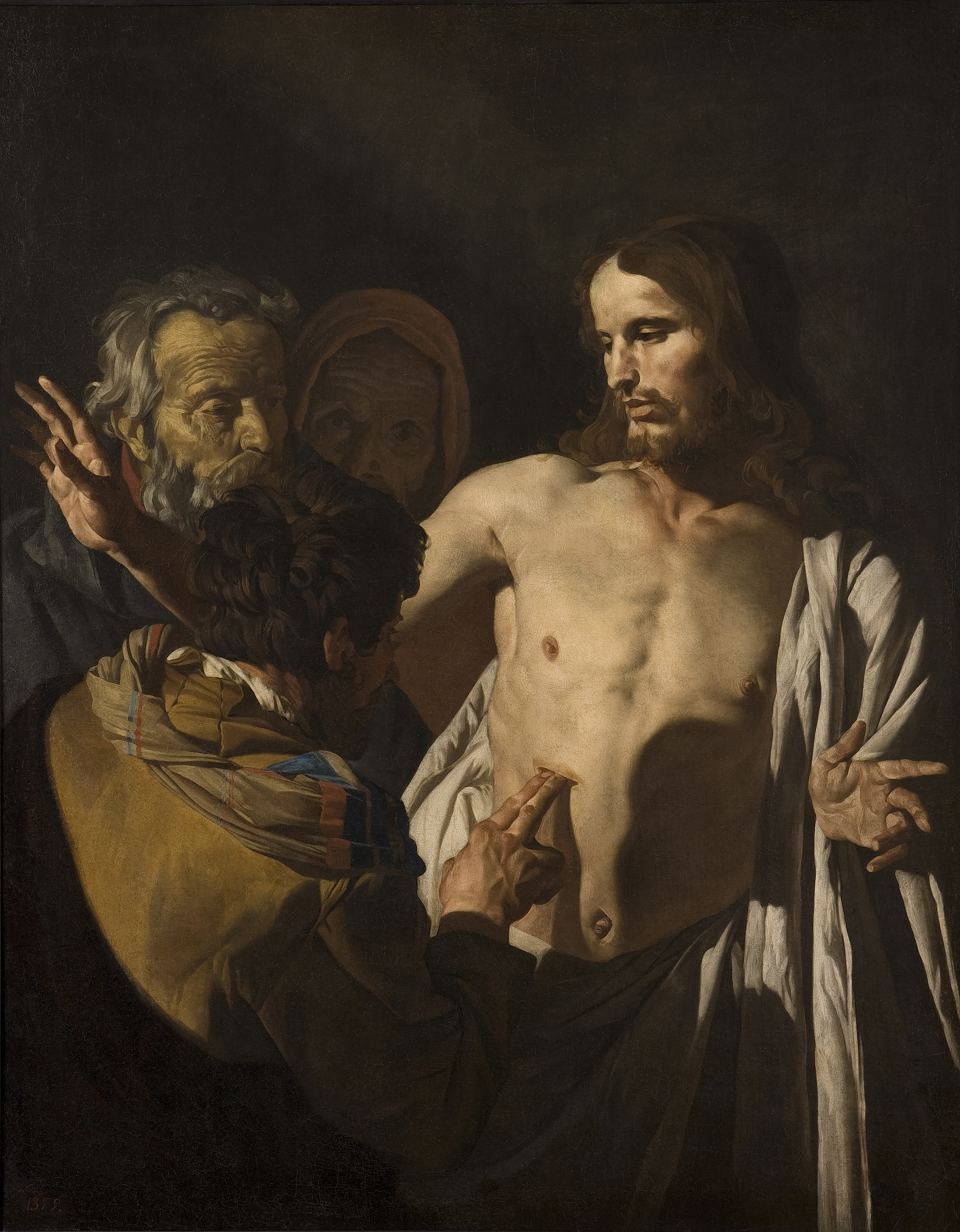
Der ungläubige Thomas (Gerrit van Honthorst, 17. Jh.)

Der Apostel Thomas († der Überlieferung nach um 72 in Mailapur) ist einer der zwölf Jünger Jesu (vgl. Mk 3,18  u. ö.). Er wird auch Didymos genannt. In der syrischen Tradition erscheint er als Judas Thomas, da Thomas dort als Beiname verstanden wird.
In der katholischen, der orthodoxen und der anglikanischen Kirche wird der Apostel Thomas als Heiliger und Märtyrer verehrt; auch die evangelischen Kirchen erinnern an ihn.

## Name
Der Name Thomas, altgriechisch Θωμᾶς Thōmâs, leitet sich vom aramäischen תְּאוֹמָא təʾōmāʾ „Zwilling“ bzw. תאם taʾam „gepaart“ ab. In der Bibel wird er auch bei der griechischen Übersetzung Δίδυμος Dídymos „Zwilling“ genannt. Die Bibel gibt keinen Hinweis auf einen Zwilling des Thomas.
Die Vetus Syra liest in Joh 14,22  „Thomas“ (sy5) bzw. „Judas Thomas“ (syc), anstelle von „Judas, nicht der Iskariot“ (NTG).

## Biblischer Bericht
Thomas wird in allen vier im Neuen Testament zusammengestellten Listen der Apostel erwähnt. In den ersten drei Evangelien steht er neben Matthäus, dem Zöllner (Mt 10,3 ; Mk 3,18 ; Lk 6,15 ). In der Apostelgeschichte ist er neben Philippus zu finden (Apg 1,13 ). Daraus, dass er in der Apostelgeschichte gegenüber den Synoptikern vom vierten ins dritte Jüngerpaar aufrückt, wird gelegentlich geschlossen, dass Thomas später an Bedeutung gewann, was mit dem johanneischen Zeugnis übereinstimmt.
Während er in den drei synoptischen Evangelien und der Apostelgeschichte jeweils nur in der Jüngerliste Erwähnung findet, bietet das Johannesevangelium einige Angaben, die Züge seiner Persönlichkeit nachzeichnen. Er wird als nüchterner Wirklichkeitsmensch beschrieben, der zwar fragt, jedoch der erkannten Wahrheit sofort Gehorsam schenkt.

### „Mit Jesus gehen, um zu sterben“ (Joh 11,16)
Den ersten Auftritt hat Thomas im Johannesevangelium im Zusammenhang der Auferweckung des Lazarus. Die Erzählung ergänzt seinen Namen durch die griechische Übersetzung Didymus. Hier zeigt er sich als „nüchterne[r] Wirklichkeitsmensch, der richtig erkennen will, um richtig zu handeln“. Als Jesus sich entschließt, nach Betanien zu gehen, um Lazarus aufzuerwecken, warnen ihn die Jünger vor der Gefahr, gesteinigt zu werden (Joh 11,8 ). Jesus bleibt bei seinem Entschluss, woraufhin Thomas sich an die anderen Jünger wendet und sagt: „Lasst uns mit ihm gehen, um mit ihm zu sterben!“ (Joh 11,16 )
Hier zeigt sich das Bild eines tatkräftigen, treuen und entschlossenen Jüngers, der eine feste Bindung an Jesus hat. Er betont, dass die Jünger Jesu nicht allein lassen wollen, was sich auch in den Äußerungen des Petrus in Mk 14,31  widerspiegelt. Die Auferstehung wird hier jedoch nicht thematisiert, ebenso wenig wie die Tatsache, dass Jesus am Ende von den Jüngern verlassen wird. Der Mut, den Thomas zeigt, zeugt jedoch eher von verzweifelter Treue als gläubiger Hoffnung.
Das zentrale Thema der Abschiedsreden – der Gedanke, dass die Nachfolge bedeutet, an Jesu Leiden und Kreuz teilzuhaben – wird hier im Johannesevangelium erstmals thematisiert.

### „Wie können wir den Weg kennen?“ (Joh 14,5)
Die zweite Erwähnung des Thomas findet sich im Kontext der Abschiedsreden Jesu (Joh 13–17,5 ). Jesus kündigt seinen bevorstehenden Tod an und sagt, dass er die Jünger später zu sich holen wird, damit sie bei ihm sind. Er erklärt, dass die Jünger den Weg wissen (Joh 14,4 ). An dieser Stelle äußert sich Thomas: „Herr, wir wissen nicht, wohin du gehst. Wie können wir dann den Weg kennen?“ (Joh 14,5 ) Jesu Antwort ist ein Ich-bin-Wort: „Ich bin der Weg und die Wahrheit und das Leben; niemand kommt zum Vater außer durch mich.“ (Joh 14,6 )
Jesus hat bereits zuvor wiederholt gesagt, dass er zum Vater gehen wird, der ihn gesandt hat, doch die Frage des Thomas zeigt, dass die Jünger dies nicht verstanden haben.
In dieser Erzählung zeigt Thomas sich als grüblerischer Frager. Er gesteht offen, dass er Jesus nicht versteht. Vage, fromme Ausdrücke reichen ihm nicht, denn er will wirklich verstehen. Darin liegt eine große Ehrlichkeit und Ernsthaftigkeit. Zudem weist die Frage darauf hin, dass zwischen intellektuellem Wissen und einem lebensmäßig erfassten Wissen ein großer Schritt liegt.
Der Theologe William Barclay schreibt dazu:

„Das Wunderbare ist, daß die Frage eines zweifelnden Menschen Jesus zu einer der großartigsten Aussagen veranlaßte, die er je gemacht hatte. Niemand braucht sich seiner Zweifel zu schämen, denn es ist erstaunlich wahr, daß, wer da sucht, schließlich auch finden wird.“

### Thomas als Zweifler (Joh 20,24–29)

Der ungläubige Thomas (Caravaggio)

Thomas war bei der ersten Erscheinung des Auferstandenen am Ostertag nicht anwesend (Joh 20,24 ). Als die Jünger ihm davon erzählen, stellt er die Bedingung, die Auferstehung erst zu glauben, wenn er die Nägelmale berührt (Joh 20,25 ). Eine Woche später, als die Jünger wieder beisammensitzen, erscheint Jesus ihnen erneut. Nach einem Friedensgruß wendet er sich direkt an Thomas und fordert ihn auf, seine Wundmale zu berühren, wobei er beinahe wörtlich Thomas’ Forderung wiederholt. Er schließt mit der Aufforderung an Thomas, gläubig zu werden (Joh 20,26 f ). Ohne die Wunden Jesu zu berühren, findet Thomas zum Bekenntnis: „Mein Herr und mein Gott!“ (Joh 20,28 ) Die Perikope schließt mit einer Seligpreisung Jesu derer, die, ohne zu sehen, glauben (Joh 20,29 ), die sich jedoch nicht gegen Thomas richtet, sondern vielmehr an die nachfolgenden Generationen, die aufgrund des Zeugnisses der ersten Jünger zum Glauben an Jesus finden.
Hier zeigt sich Thomas als von der Jüngergemeinschaft getrennter Zweifler, der durch Jesu Zuwendung zum gläubigen Bekenner der Gottheit Jesu wird. Über den Grund, weshalb Thomas am Ostertag nicht mit den Jüngern beisammensaß, wird in der Auslegung dieser Stelle teilweise spekuliert. Meist wird seine Abwesenheit dadurch gedeutet, dass er in seiner Trauer und seinem Schmerz allein sein wollte. Die Jünger kommen mit der Auferstehungsbotschaft zu ihm. Die bereits in den vorherigen Äußerungen des Thomas mitklingende schwerblütige Natur des Apostels kann die Auferstehung nicht einfach glauben. Um keiner Täuschung anheimzufallen – den Auferstandenen zu sehen könnte auch eine Vision sein –, möchte er sich handgreiflich davon überzeugen, dass es sich wirklich um den Jesus handelt, der am Kreuz starb. Für seine Weigerung, die Auferstehung ohne Berührung zu glauben, verwendet er eine Formulierung, die Zukünftiges in bestimmtester Form verneint. Dabei wird deutlich, dass die Wirklichkeit der Auferstehung Jesu entscheidend ist.
Thomas’ Zweifel entwächst aus „suchender Glaubensnot“ und dem Verlangen nach Gewissheit. Er gehört weiterhin zur Gemeinschaft der Jünger – die Perikope äußert kein negatives Wort über ihn.
In der Begegnung mit Jesus zeigt sich erneut, dass es ihm um jeden einzelnen Menschen in seiner besonderen Lage geht. Wie auch die Jünger äußert Jesus sich nicht negativ über die Zweifel. Thomas „trifft die ernste Liebe Jesu, die diesen Jünger aus der Not der Ungewißheit und des Zweifels zum lebendigen Glauben bringen will“. Er erfährt sich von Jesus als völlig gekannt und gesehen mit seinen Zweifeln und Fragen, obwohl er sich fern von Jesus glaubte. So deutet Gerhard Maier Jesu Worte an Thomas als „zu den liebevollsten Sätzen im NT“ gehörig.
Die Aufforderung Jesu an Thomas lautet wörtlich: μὴ γίνου ἄπιστος ἀλλὰ πιστός. mē gínu ápistos allà pistós „Werde nicht ungläubig, sondern gläubig“. Als Zweifler steht Thomas noch vor der Entscheidung, gläubig oder ungläubig zu werden. Unglaube bedeutet im Neuen Testament die bewusste Ablehnung des Glaubens, nicht den fehlenden Glauben.
Thomas reicht die Anrede und die Wiederholung seiner eigenen Bedingung, um Jesus zu erkennen. Mit seinem Bekenntnis bewahrt er den strengen Monotheismus des Judentums, anstatt Jesus als zweiten Gott neben den Vater und Schöpfer zu stellen. Die Formel „Herr und Gott“ findet sich im Alten Testament wiederholt für Gott selbst. Thomas hebt dieses Bekenntnis auf eine persönliche Ebene. Bei Joh 20,28  handelt es sich um eine der wichtigsten Bibelstellen, in denen Jesus eindeutig als Gott bezeichnet wird.
Dass er sehen musste, um zu glauben, stellt keinen Vorwurf dar. Auch die übrigen Jünger haben Jesus gesehen, somit steht sein Glaube auf derselben Stufe wie der der übrigen Jünger. Die Seligpreisung derer, die, ohne zu sehen, glauben, verweist auf die Generationen von Christen, die den Auferstandenen nicht sehen werden. Ihr Glaube ruht auf dem Zeugnis der ersten Jünger, denn „grundlegende und für alle Zeiten gültige Verkündigung [erfordert] Augenzeugen“.
Auf diese Perikope geht die pejorativ verwendete Bezeichnung „ungläubiger Thomas“ zurück. Diese Bezeichnung verfehlt jedoch seinen Charakter als treuen, tapferen und lernbereiten Jünger, der Nüchternheit und Entschlossenheit zeigt.
Nach der Perikopenordnung der EKD ist diese Erzählung außerdem Predigttext der 6. Predigtreihe und zugleich Evangeliumslesung am Sonntag Quasimodogeniti.

### Der wundersame Fischzug (Joh 21,1–14)
Thomas ist außerdem beim wundersamen Fischzug am See von Tiberias anwesend, bei dem Jesus seinen Jüngern zum dritten Mal erschien und mit ihnen aß (Joh 21,2 ).

## Außerbiblische Überlieferung

### Apostolisches Wirken

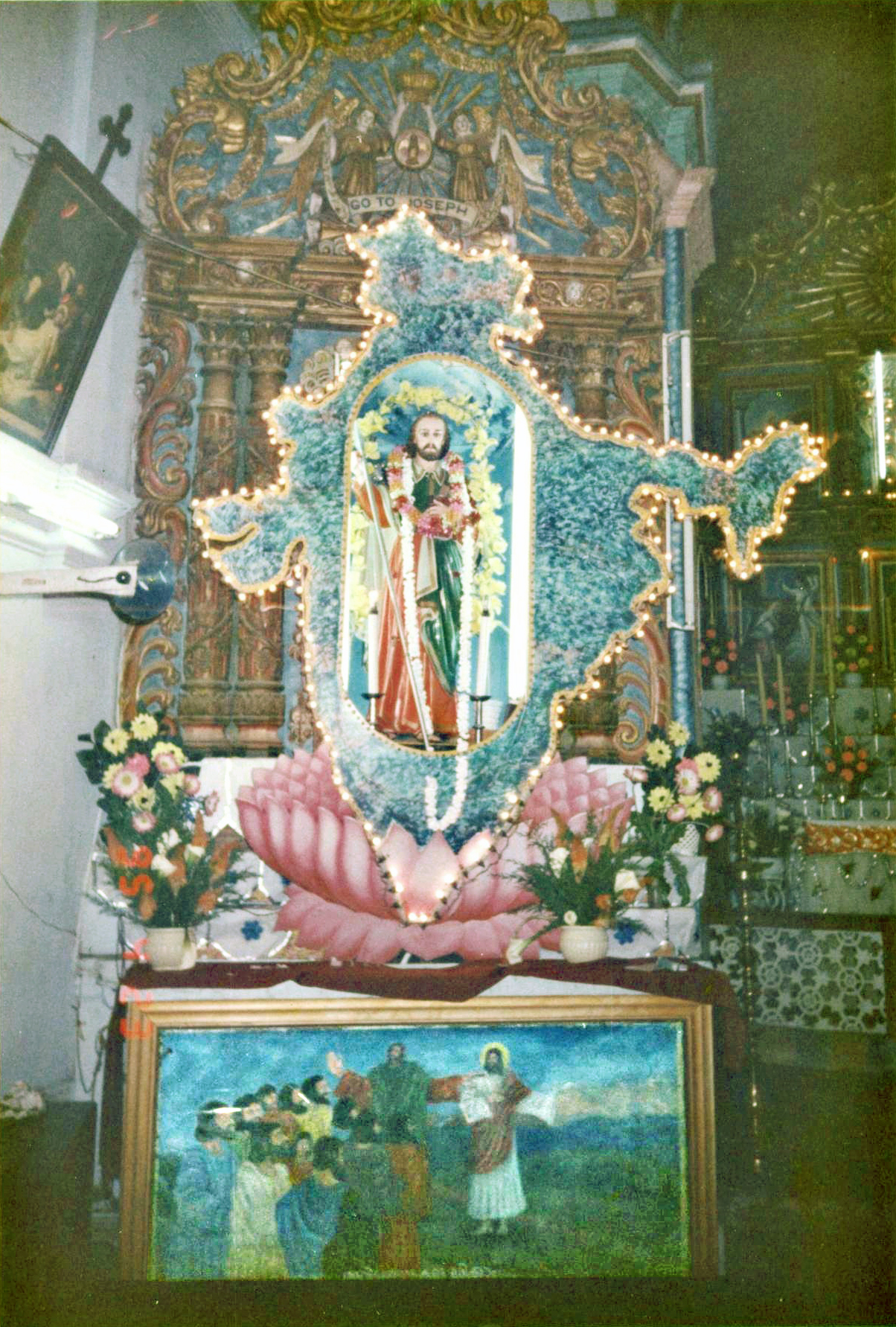
Der hl. Thomas vor einer Karte Indiens, Schmuck zum Thomasfest in einer süd-indischen Dorfkirche

Origenes berichtet, dass Thomas den Menschen im Irak und Iran erstmals das Evangelium verkündet habe. Er sei bis nach Südindien gekommen und in den 70er Jahren des 1. Jahrhunderts bei Mailapur infolge seiner Missionstätigkeit getötet worden. Die Didaskalia, eine frühchristliche Schrift, die etwa um das Jahr 250 entstand, enthält den ältesten schriftlichen Hinweis auf seine Missionstätigkeit in Indien. Es heißt dort, er habe in Indien und den umliegenden Gegenden die Kirche gegründet. Aus den nachfolgenden Zeiten haben sich mehr schriftliche Zeugnisse über das Wirken des Apostels Thomas in Indien erhalten. Schriftliche Belege existieren von St. Hieronymus (347–420) sowie seinen Zeitgenossen St. Gaudentius von Brescia und St. Paulinus von Nola (354–431). Der hl. Gregor von Tours (538–594) überliefert nicht nur, dass der Apostel Thomas in Indien wirkte und starb, sondern auch dass er lange Zeit dort begraben war, seine Reliquien nach Edessa überführt wurden, aber seine ursprüngliche Grabstätte weiter in Indien verehrt werde. Ähnliches teilt auch der hl. Isidor von Sevilla (560–636) mit und berichtet ebenso über Art und Weise seines Martyriums in Indien.

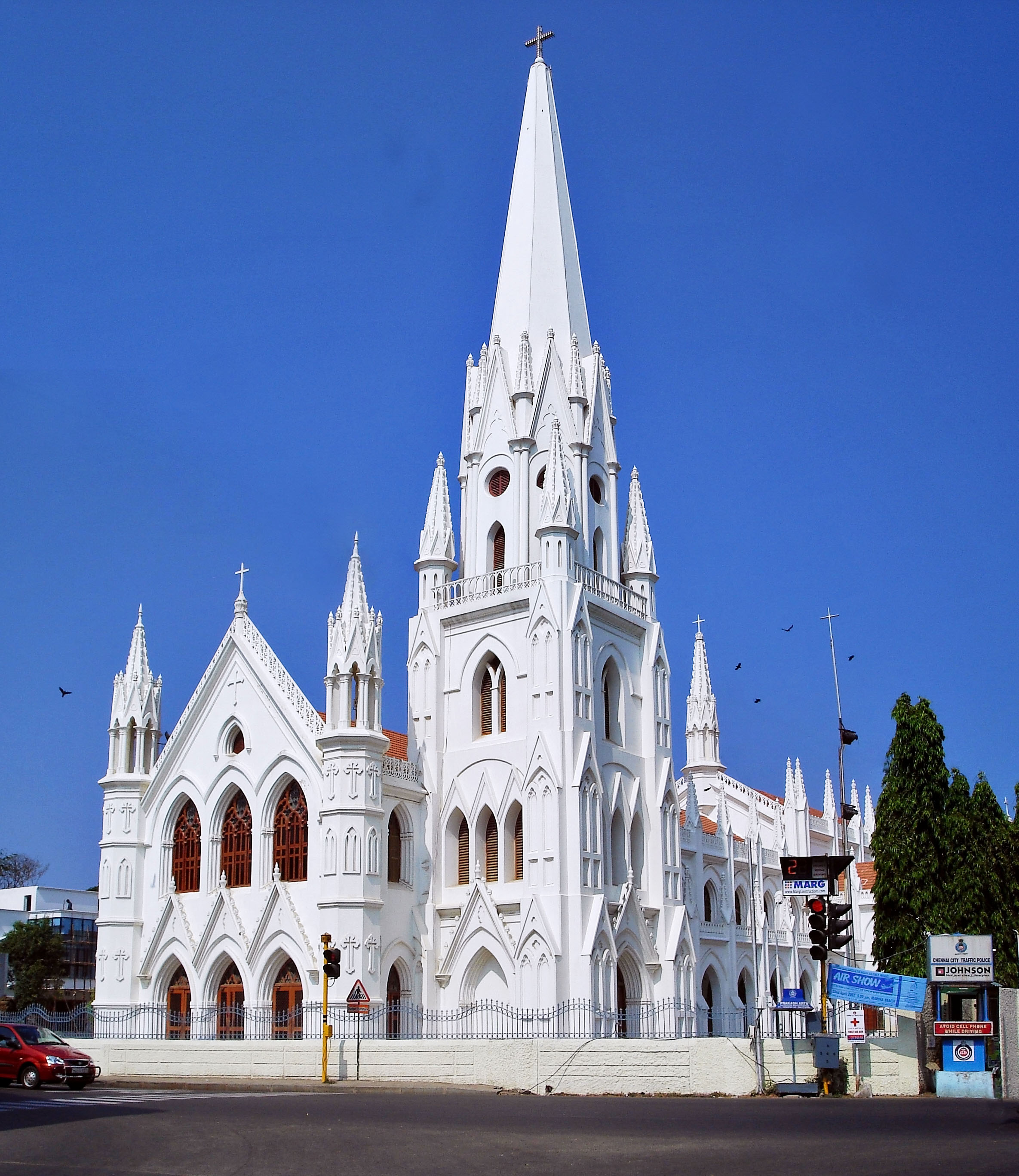
Die Basilika St. Thomas in Chennai-Mylapore, über dem ursprünglichen Grab des Apostels

Unabhängig davon besteht in Südindien die beständige, aus apostolischer Zeit herrührende Tradition von der dortigen Missionstätigkeit des Apostels, der Gründung der ersten sieben Gemeinden an der Malabarküste und von seinem Märtyrertod in Mailapur an der gegenüberliegenden Koromandelküste. Auch bestätigt die lokale Überlieferung der Thomaschristen Indiens eine Überführung des größten Teils der Reliquien nach Edessa, wobei einige wenige Überreste im dortigen Grab verblieben seien, die man tatsächlich bei späteren Ausgrabungen auffand.
Außer der St. Thomas Basilica an der Stelle des Apostelgrabs in Mylapore (Stadtteil von Chennai) gibt es in Süd-Indien zahlreiche Wallfahrtsstätten, die sich auf Thomas und sein dortiges Missionswirken beziehen. Die berühmtesten sind:
- Die Kirche auf dem St. Thomas Mount bei Chennai, der überlieferten Stätte seines Martyriums[31]
- Die Kirche auf dem Little Mount bei Chennai, mit einer Höhle, in der sich Thomas vor seinem Martyrium versteckt haben soll.[32]
- Berg und Kirche von Malayattoor in Kerala, wohin sich Thomas längere Zeit zu Gebet und Meditation zurückgezogen habe.[33]
- Die Kirche von Kodungallur. Hier in der einstmals berühmten Hafenstadt landete Thomas gemäß der Überlieferung im Jahre 52 und sie ist eine der sieben Urgemeinden des Apostels. Dort wird seine Handreliquie aus Ortona verehrt, ein Geschenk von Papst Pius XII. zum 1900. Jahrestag der Ankunft des Apostels in Indien.Reliquienschrein des hl. Thomas, in der Unterkirche des Domes von Ortona

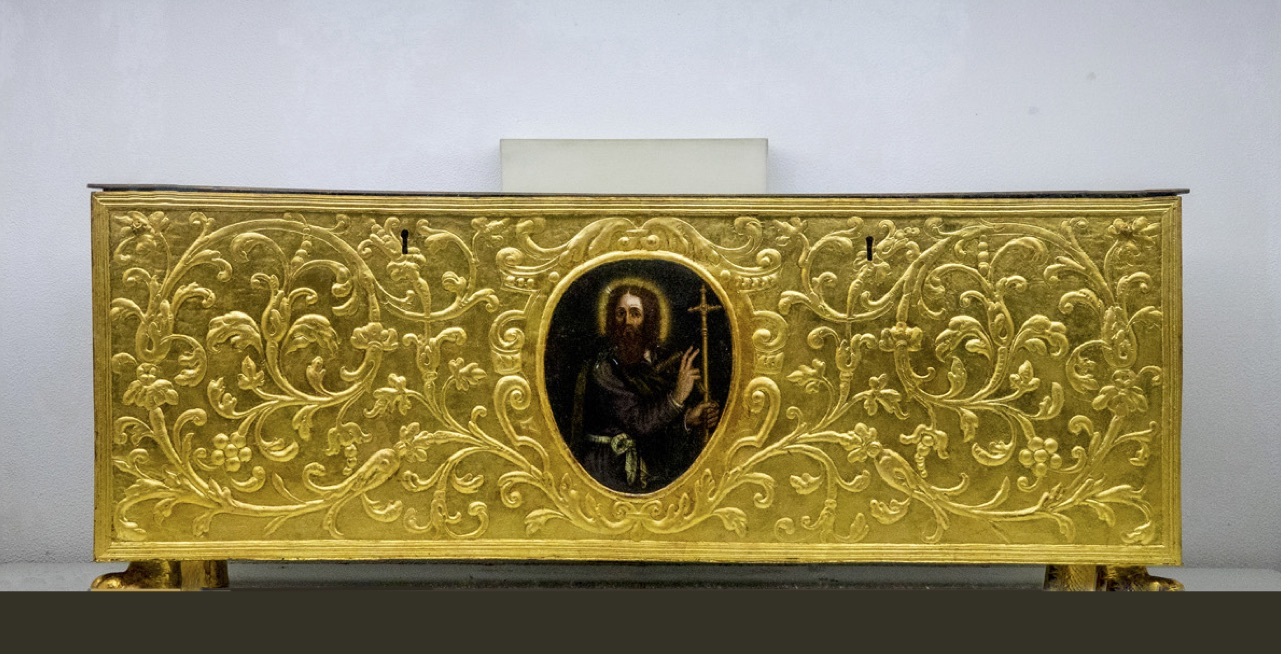
Reliquienschrein des hl. Thomas, in der Unterkirche des Domes von Ortona

- Die Kirche von Palayur, eine der sieben Urgemeinden an der Malabarküste, ein ehemaliger Hindutempel, den Thomas nach Bekehrung der meisten örtlichen Brahmanen in eine Kirche umgewandelt habe.[34]

Ibas von Edessa ließ für seine Reliquien dort eine Kirche erbauen, der angebliche Schädel des Apostels wird in der Sioni-Kathedrale in Tiflis (Georgien) aufbewahrt und von der georgisch-orthodoxen Apostelkirche als Reliquie verehrt. Der Hauptteil der Thomasreliquien kam durch die Kreuzfahrer 1258 von Edessa nach Ortona in Italien und wird heute dort in einem Schrein in der Unterkirche des Domes San Tommaso Apostolo verwahrt. Das ursprüngliche Grab in Indien ist eine stark frequentierte Wallfahrtsstätte. 

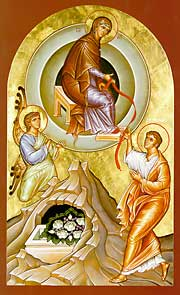
Maria mit dem heiligen Gürtel

### Legenden
Der Legende nach war Thomas auch der einzige Apostel, der bei der Himmelfahrt Marias nicht zugegen war. Er zweifelte an dem Ereignis wie schon an der Auferstehung Jesu. Deshalb erschien Maria dem Zweifler und reichte ihm ihren Gürtel, als Beweis für die leibliche Aufnahme in den Himmel. Im Barock war die Gürtelspende bzw. Maria mit dem heiligen Gürtel ein beliebtes Motiv der christlichen Kunst.

### Apokryphe Schriften
Thomas ist der einzige Apostel, der über eine weitreichende außerkanonische Tradition mit eigenständigem Verfasserprofil verfügt. In verschiedenen gnostischen und manichäischen Traditionslinien gilt Judas Thomas als Zwillingsbruder Jesu. Dies findet sich vor allem in den Thomasakten, jedoch auch im koptischen Thomasevangelium und dem Buch von Thomas dem Athleten.
Beim vermutlich ursprünglich auf Griechisch verfassten Thomasevangelium handelt es sich um eine pseudepigraphe Schrift, die in die Mitte des 1. bis Mitte des 2. Jahrhunderts datiert wird. Die Schrift besteht aus verschiedenen Jesusworten, die in 114 Logia aufgegliedert werden. In der koptischen Fassung wird am Anfang „Didymus Judas Thomas“ als Verfasser genannt.
Vom Thomasevangelium abhängig sind die Thomasakten, die ins später 3. oder frühe 4. Jahrhundert datiert werden. Sie beschreiben die Missionstätigkeit des Thomas in Indien und „bieten eine Art Biographie des Apostels, die in den Evangelien auf dem Leben Jesu basiert. Sie ist gewissermaßen eine Imitation des Lebens Jesu, in dem die Passionsgeschichte im Zentrum steht.“
Weitere apokryphe Thomasschriften sind das „Buch des Thomas des Athleten“, das das Thomasevangelium kennt und etwas jünger als die Thomasakten ist, das „Kindheitsevangelium des Thomas“ (zweite Hälfte des 2. Jahrhunderts) und die manichäische „Thomas-Apokalypse“.

## Patronate und Gedenktage
In Europa gilt der Apostel Thomas u. a. als Schutzpatron der Bau- und Zimmerleute. Mit dem Thomastag am 21. Dezember sind viele Volksbräuche verknüpft.

### Römischer Generalkalender
Das Apostelfest wird seit der Liturgiereform 1970 am 3. Juli gefeiert. Dieser Tag gilt als das Datum der Überführung der Gebeine des Apostels von seinem Sterbe- und Begräbnisort Kalamina (geographisch ungeklärt) nach Edessa im 3. Jahrhundert. Vor der Liturgiereform war der Gedenktag der 21. Dezember.

### Orthodoxer Liturgiekalender
Die orthodoxe Kirche feiert den Apostel Thomas an zwei Tagen im Jahr: Einmal als beweglichen Gedenktag am Sonntag nach Ostern, der deswegen auch Thomas-Sonntag heißt; und einmal als unbeweglichen Gedenktag am 6. Oktober. Letzterer fällt in den Kirchen, die den julianischen Kalender als liturgischen Kalender verwenden, wie etwa die russische und die serbische orthodoxe Kirche, derzeit auf den 19. Oktober des gregorianischen Kalenders.

### Evangelischer Liturgiekalender
Die lutherische Agende und das Lektionar von 1978 halten den 21. Dezember als Thomastag fest, mit dem Tagesevangelium Joh 20,19–31  (in Auszügen). Die liturgische Farbe ist rot.
Die seit dem Kirchenjahr 2018/19 gültige neue Perikopenordnung lässt weiterhin den traditionellen Termin am 21. Dezember zu, empfiehlt aber mit Hinweis auf die Ökumene den 3. Juli als Gedenktag. Das Tagesevangelium wurde auf Joh 20,24–29  gekürzt.

### Anglikanischer Liturgiekalender
Im anglikanischen Kalender wird der Tag des Apostels Thomas ebenfalls am 21. Dezember mit der liturgischen Farbe rot begangen. Auch das Book of Common Prayer hat diesen Heiligentag.